# Lun Wen - Studien zur Geistesgeschichte und Literatur in China
Lun Wen – Studien zur Geistesgeschichte und Literatur in China ist eine deutsche sinologische Buchreihe zur klassischen chinesischen Kulturtradition, die von Hans van Ess, Roderich Ptak und Thomas O. Höllmann herausgegeben wird. Sie enthält Forschungsbeiträge zur chinesischen Literatur, Geistesgeschichte und Geschichtsschreibung verschiedener Epochen, insbesondere der Geschichte der chinesischen Kaiserzeit.
Die Reihe erscheint bei Harrassowitz und ist inzwischen auf über zwei Dutzend Bände angewachsen.
Zum Titel der Reihe – Lun Wen – ist anzumerken, dass das Wort wen (文,  wén) im Chinesischen sowohl für „Kultur“ als auch „Literatur“ steht. Lunwen (Über die Literatur) ist auch der Titel eines berühmten kritischen Essays von Cao Pi (187–226) zur Literaturtheorie, des Dichters und ersten Kaisers der Wei-Dynastie, das in seinem Dianlun 典論 / 典论 ("Über die Standards [für Literatur]") erhalten ist.
Die folgende Bandübersicht zu Verfassern und Titeln erhebt keinen Anspruch auf Aktualität oder Vollständigkeit:

## Bände (Auswahl)
- 3 Soffel, Christian: Ein Universalgelehrter verarbeitet das Ende seiner Dynastie: Eine Analyse des Kunxue jiwen von Wang Yinglin
- 9 Vogelsang, Kai: Geschichte als Problem: Entstehung, Formen und Funktionen von Geschichtsschreibung im Alten China
- 10 Enzinger, Irmgard: Ausdruck und Eindruck: Zum chinesischen Verständnis der Sinne
- 11 Santangelo, Paolo (Hg.): From Skin to Heart: Perceptions of Emotions and Bodily Sensations in Traditional Chinese Culture
- 12 Nürnberger, Marc: Das "Ben shi shi" des Meng Qi
- 13 Estran, Jacqueline: Poésie et liberté dans la Chine républicaine: la revue Xinyue (1928–1933)
- 14 Marchal, Kai: Die Aufhebung des Politischen: Lü Zuqian (1137–1181) und der Aufstieg des Neukonfuzianismus
- 15 Streif, Christian: Die Erleuchtung des Nordens: Zum Disput zwischen Sengzhao und Liu Yimin über die Bodhisattva-Idee des Mahayana
- 16 Hermann, Marc: Leib und (A-)Moral: Ideologie- und Moralkritik im Werk von Zhang Ailing
- 17 Cao, Juan: In der Sackgasse oder auf dem Weg zu einem neuen Paradigma? Die Erforschung des Romans Der Traum der roten Kammer (Rotologie) im 21. Jahrhundert
- 18 Ess, Hans van: Politik und Geschichtsschreibung im alten China: Pan-ma i-t’ung
- 19 Müller, Martin: He Lin (1902–1992). Neukonfuzianer, Idealist und Kulturphilosoph im China des 20. Jahrhunderts: Eine intellektuelle Biographie
- 20 Lomová, Olga / van Ess, Hans / Schaab-Hanke, Dorothee (Hg.): Views from Within, Views from Beyond: Approaches to the Shiji as an Early Work of Historiography. Edited by Hans van Ess, Olga Lomová, and Dorothee Schaab-Hanke
- 21 Leese-Messing, Kathrin: Tradition im Wandel. Historiographiegeschichtliche Studien zu Chen Shous Sanguo zhi
- 22 Eicher, Sebastian: Das Hou Han ji des Yuan Hong. Zur Historiographie der Späteren Han-Dynastie
- 23 Wei, Ling: Der Traum der roten Kammer: Die erzählerische Komplexität eines chinesischen Meisterwerks
- 24 Frühauf, Manfred W.: Die Neunzehn Alten Gedichte (Gushi Shijiu Shou 古詩十九首) aus der Han-Zeit
- 25 Witt, Barbara: Die „Nezha-Legende“ im Roman Investitur der Götter (Fengshen yanyi): Eine literaturwissenschaftliche Untersuchung und Kontextualisierung
- 26 Luhn, Clara: Von Briefen und Kompilatoren: Zur Einbindung von Texten des Genres „shu“ in Geschichts- und Sammelwerken
- (angekündigt) 27 Harbsmeier, Christoph / Williams, John R.: The Inner Chapters of the "Zhuangzi": With copious annotations from the Chinese commentaries